# Police en Corée du Nord

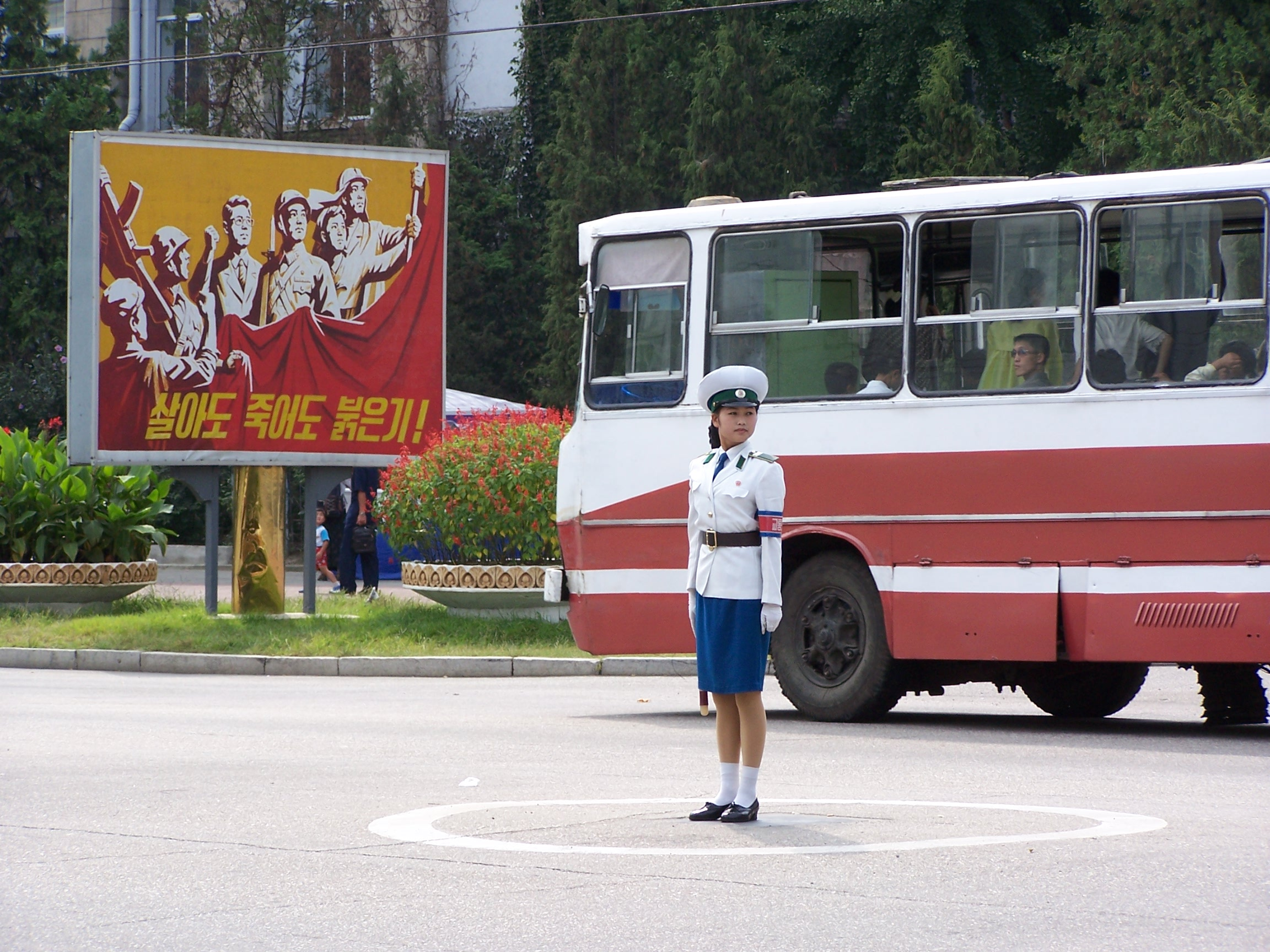
Une policière à Pyongyang s'occupant de la circulation.

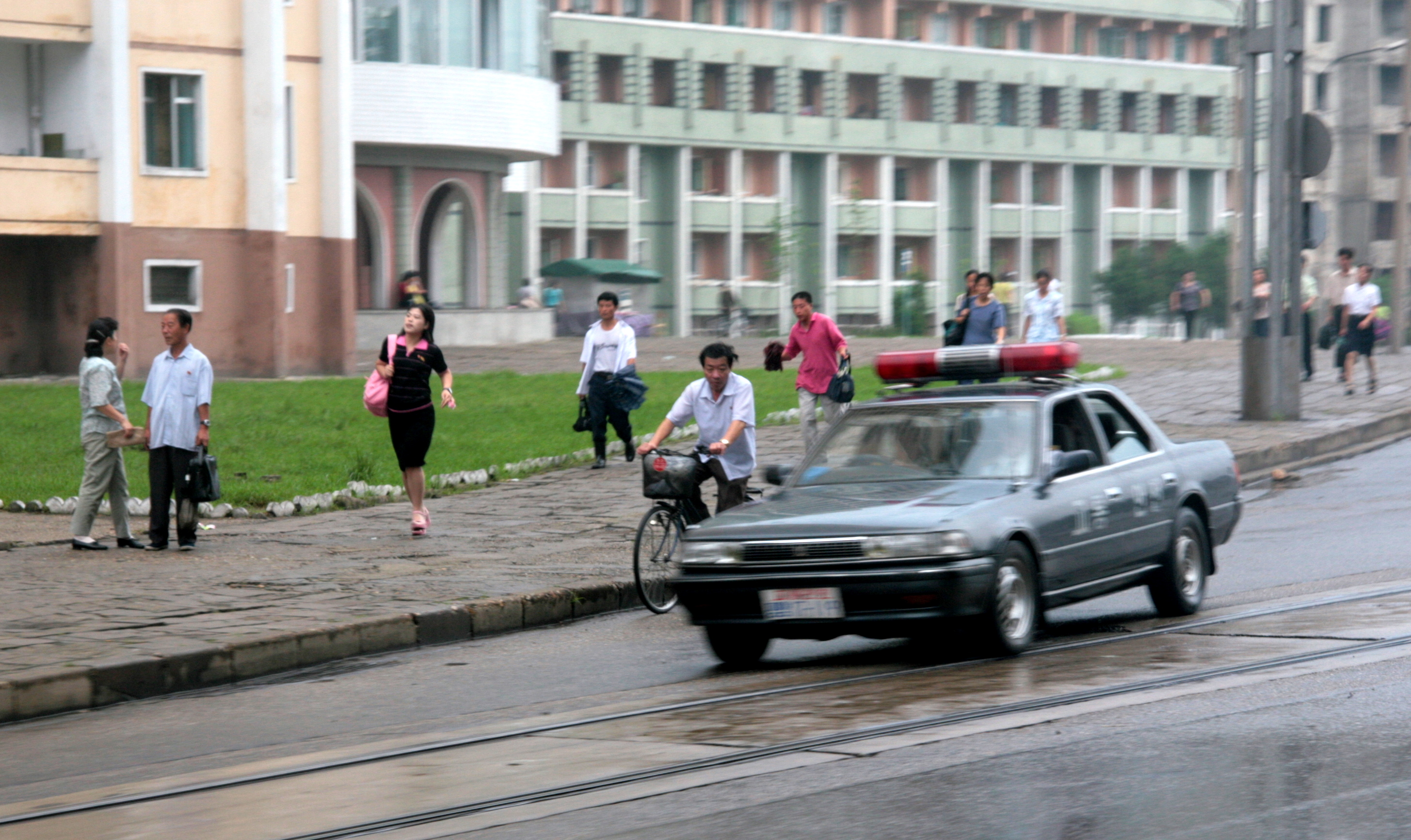
Une voiture de police nord-coréenne en 2007. Le lettrage Chosŏn'gŭl sur le côté se traduit par « Sécurité routière ».

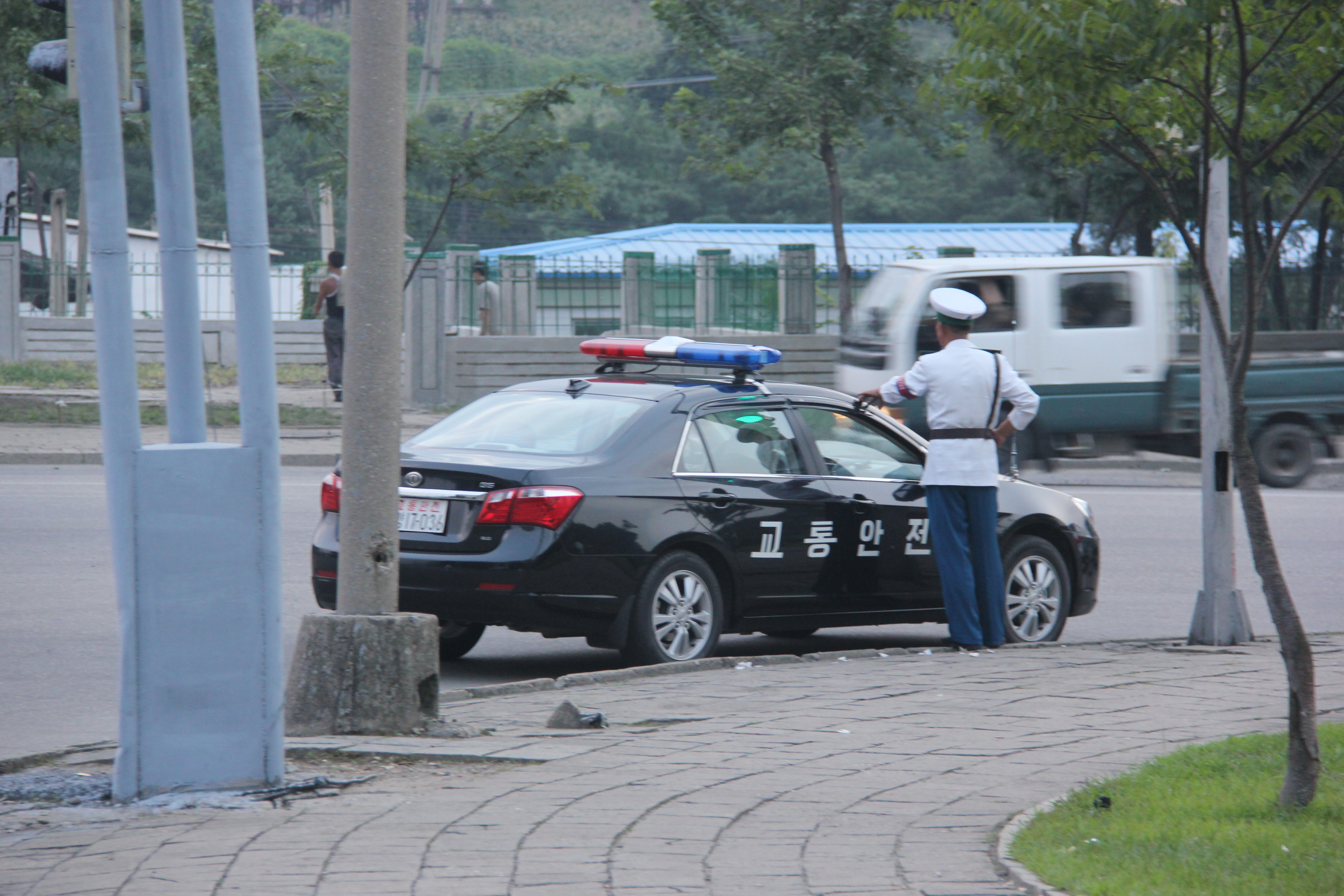
Une voiture de police nord-coréenne en 2012.

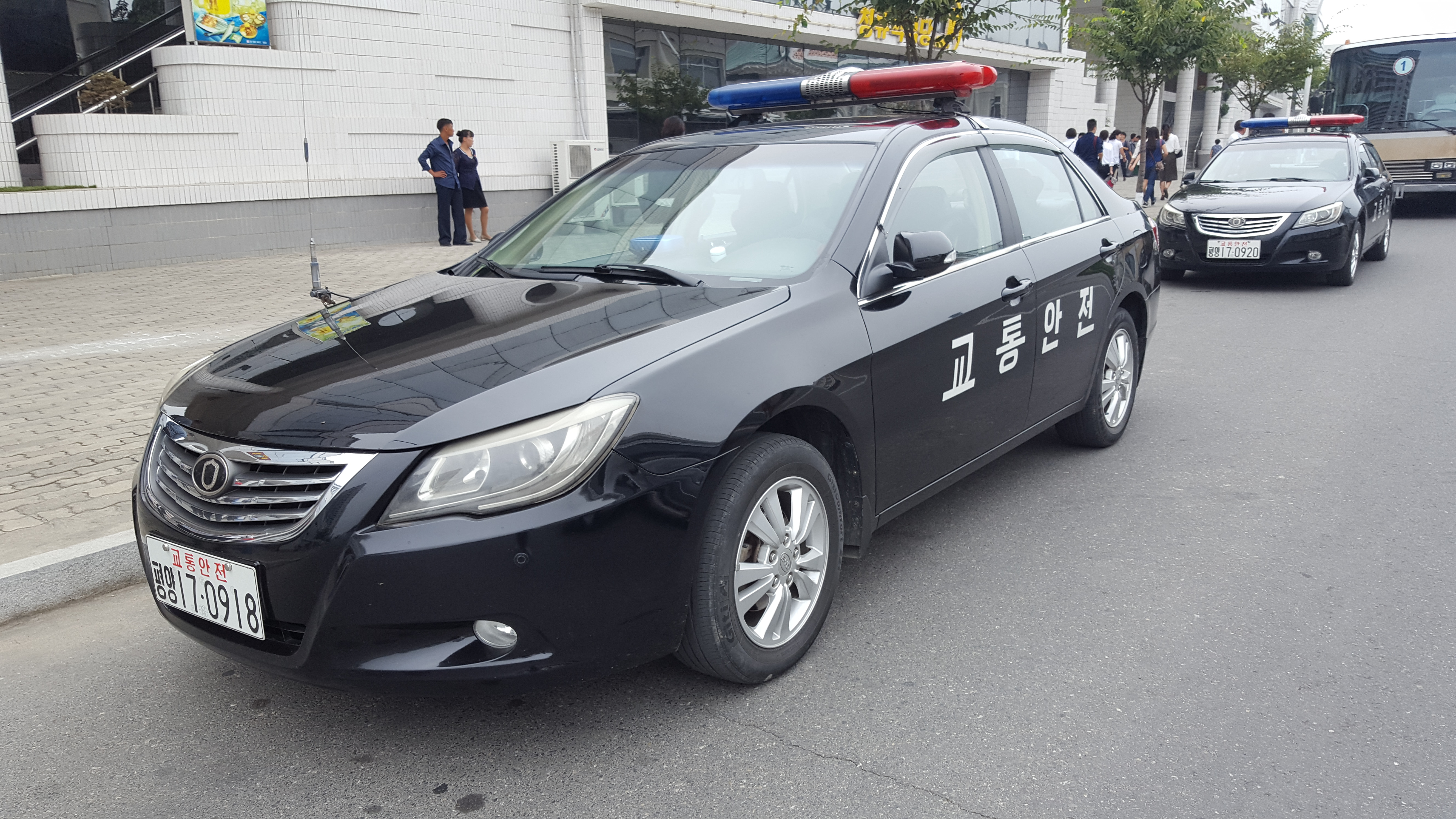
Une voiture de police nord-coréenne en 2017.

Le ministère de la sécurité du peuple et le département de la sécurité d'État sont responsables de la sécurité intérieure en Corée du Nord,. Bien que tous deux soient des organes gouvernementaux, ils sont étroitement contrôlés par la commission de la justice et de la sécurité, c'est-à-dire, le parti unique nord-coréen. L'organisation officielle de sécurité publique du pays est complétée par un système omniprésent d'informateurs et d'espions. La surveillance des citoyens, à la fois physique et électronique, est courante.

## Sécurité des personnes
Le ministère de la sécurité du peuple, responsable de la sécurité intérieure, du contrôle de la société et de l'organisation de la police, est l'une des organisations les plus puissantes de Corée du Nord. Le ministère contrôle les forces de sécurité intérieure, composées d'environ 144 000 agents de sécurité publique.
L'organisme a pour mission le maintien de l'ordre public, le suivi des enquêtes  criminelles courantes, la gestion des prisons et le contrôle de la circulation. Il surveille les penchants politiques des citoyens, mène des enquêtes sur leurs antécédents, s'occupe du recensement et des registres d'état civil, contrôle les déplacements individuels, gère les documents classifiés du gouvernement, protège les représentants du gouvernement et du parti unique et patrouille les bâtiments gouvernementaux ainsi que certains chantiers de construction du gouvernement et du parti unique.
Le ministère dispose de « sous-ministres » pour la gestion du personnel, des affaires politiques, des questions juridiques, de la sécurité, de la surveillance, des affaires intérieures et des services généraux. Il existe environ vingt-sept bureaux à travers le pays, mais leurs fonctions ne sont pas tous connus :
- Le bureau de la sécurité est responsable de l'application de la loi et de la plupart des fonctions de police ;
- Le bureau d'enquête s'occupe des enquêtes sur les délits, et les crimes économiques ;
- Le bureau de la protection est responsable de la prévention des incendies, de la circulation routières, de la santé publique et des douanes ;
- Le bureau d'enregistrement délivre les cartes d'identité et tient des registres publics sur les naissances, les décès, les mariages, l'enregistrement de la résidence et les passeports.

Il existe également des bureaux de sécurité publique, dépendant du ministère de la sécurité du peuple, dans chaque province et ville administrée. Ces bureaux sont dirigés, soit par un colonel, soit par un lieutenant-colonel de police, selon l'importance de la population. Les services de sécurité publique de chaque ville ou comté comptent environ 100 personnes et sont dirigés par des officiers. Ils sont organisés d'une manière semblable au ministère lui-même et ont plusieurs divisions chargées de remplir diverses fonctions.
Les policiers en uniforme nord-coréens sont principalement des agents de la circulation non armés.

## Département de la sécurité d'État
En 1973, la responsabilité de la sécurité politique est transférée du ministère de la sécurité du peuple au département de la sécurité d'État, une agence autonome relevant directement de Kim Il Sung. Le département de la sécurité d'État exerce un large éventail de fonctions d'espionnage et de sécurité intérieure. Dans les pays occidentaux, ces fonctions sont généralement associées à la « police secrète ». Ce ministère est chargé de surveiller les personnes opposées à l'État, c'est-à-dire,  les personnes accusées d'activités anti-gouvernementales, de crimes économiques et de calomnie à l'encontre des dirigeants politiques.
Les camps de prisonniers politiques dépendent de ce ministère. Ce dernier gère également l'espionnage à l'étranger. Il surveille les attitudes politiques et les personnes rapatriées. Le personnel du ministère est chargé des escortes des hauts fonctionnaires. Le ministère protège les frontières nationales et surveille les points d'entrée internationaux. Le degré de contrôle qu'il exerce sur les bureaux de la sécurité politique de l'armée populaire de Corée du Nord n'est pas clairement établi,.

## Garde-frontière
Les gardes-frontières sont des forces paramilitaires relevant du ministère de la sécurité du peuple. Ils sont principalement chargés de la surveillance des frontières du territoire nord-coréen et de certaines fonctions de sécurité intérieure. Ces activités comprennent également la protection physique des bâtiments et des installations du gouvernement. Pendant un conflit, ils seraient probablement utilisés dans des missions de sécurité des frontières.